# Kostel a klášter bernardinů (Vilnius)

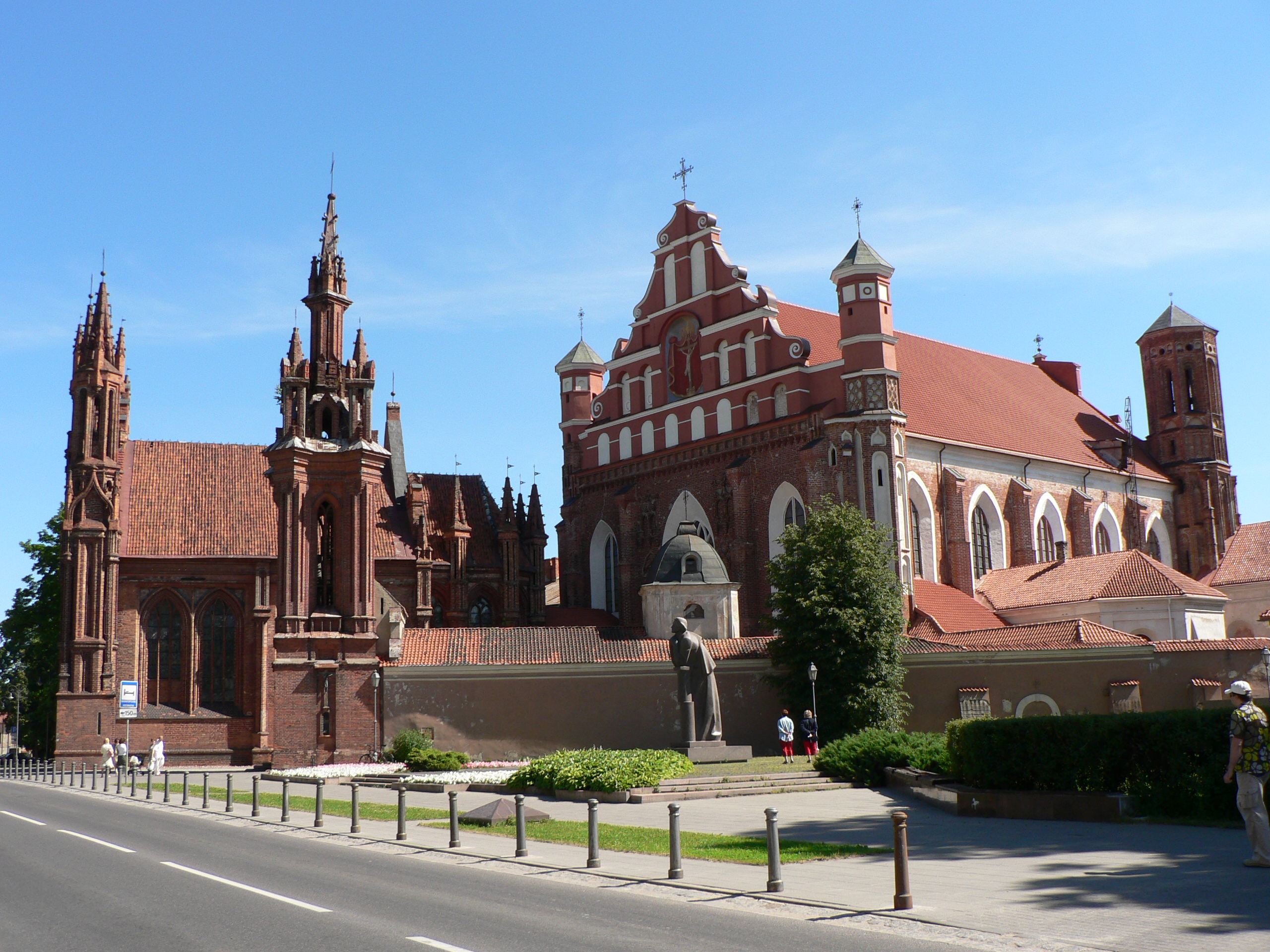
Kostel sv. Anny a klášter bernardinů

Kostel bernardinů je jedním z největších gotických chrámů (ačkoli byl původně postaven v románském stylu a měl čtvercový půdorys) ve Vilniusu, hlavním městě Litvy. Spolu s kostelem sv. Anny tvoří jeden architektonický celek. Nejstarší budovou komplexu je klášter bernardinů, který byl vybudován hned vedle kostela. Již od svého vzniku v 15. století se stal kulturním centrem země. Za celou dobu svého působení zde mniši vytvořili knihovnu, ve které se nacházejí unikátní rukopisy a knihy.

## Dějiny
První, ačkoli pohanský chrám, na tomto místě stál do 13. století. Litva byla tehdy jedinou evropskou zemí, která se až do vrcholného středověku bránila nástupu křesťanství. Dennodenně v něm na oltáři hořel obětní oheň za milost boha hromu Perkunasa, jemuž byl chrám zasvěcen. V 13. století zde litevský král Mindaugas postavil nový chrám a založením velkého řádu bernardinů. Po Mindaugasově smrti se zde však znovu usadili pohané a prováděli zde své bohoslužby.
Křesťanství bylo oficiálně v Litvě přijato v roce 1387. Tehdy na tomto místě vznikl nový chrám, který stál až do roku 1419, dokud ho nezničil požár. Po jeho rekonstrukci byl ještě několikrát v průběhu 16. – 18. století poškozen povodněmi a požáry. V roce 1769 během velké bouřky udeřil do jižní věže chrámu blesk a do základů ji zničil. Blesk usmrtil 6 lidí a zčásti zničil i chrám, který však byl znovu zrekonstruován pod vedením architekta Laurinasa Stouka-Guciavičiuse. Laurin stál před důležitým úkolem – ze stavby měl udělat jednotný architektonický komplex s budovami, postavenými v různých slozích. Do komplexu měl patřit gotický chrám, barokní Orloj sv. Kazimíra a také jiné orloje, které měly kombinovat části různých stylů. V té době v Evropě v architektuře vzkvétal novoklasicistní styl. Kostel bernardinů (františkánů) se měl stát podle hlavního architekta Laurinase vilniusským katedrálním chrámem a měl připomínat klasicistní řecký chrám jak navenek, tak i uvnitř. Jemu se ale nepodařilo toto dílo dokončit, a tak práce na stavbě pokračovaly pod vedením jiných architektů.
V roce 1950 se na základě Stalinova příkazu se měl chrám spolu se vším, co k němu patřilo, zavřít.
Výzdoba interiéru chrámu má vysokou uměleckou hodnotu. Nachází se zde přes 40 uměleckých děl – fresky a obrazy ze 16. – 19. století.
V 80. letech 20. století chrám prošel celkovou rekonstrukcí, která trvala 10 let. V roce 1990 chrám získala římskokatolická církev v Litvě.

## Současnost
V podzemí chrámu se nachází muzeum s exponáty historie a výstavby chrámu od pohanských časů až do dnešních dnů. Součástí muzea jsou i dobové pohanské oltáře, které kdysi okrášľovali interiér chrámu.
Zajímavostí interiéru kostela bernardinů je překrásná výzdoba, nad kterou žasne velké množství návštěvníků. Čtrnáct oltářů (tři kamenné a jedenáct dřevěných) zdobí dřevěné figury.
V kostele se nachází nejstarší malba ukřižovaného Krista v Litvě, která pochází ze 14. století.
Stěny lodí zvelebil unikátní fresky ze 16. století. Kompozicí a použitým materiálem je historici řadí k dílům z období znovuzrození, ale stylově se více podobají gotice.
Kostel se stal známým svými náhrobními kameny. Z nich je třeba zdůraznit zejména mramorový náhrobní kámen Stanislava Radzivilla (1618 – 1623), který je umístěn v severní části lodi a Petra Viselovkého (1634) v jižní.